# Haus Schoppe

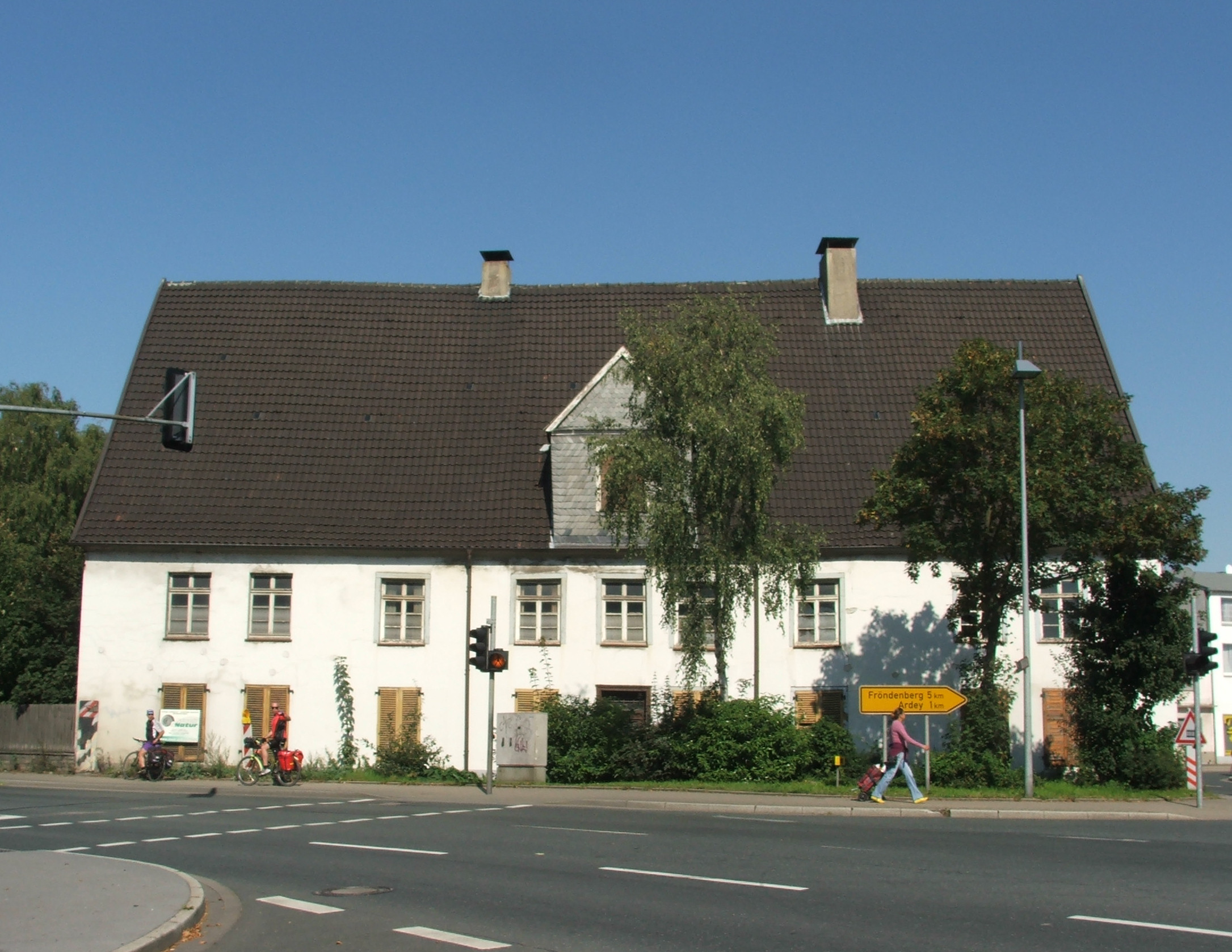
Haus Schoppe

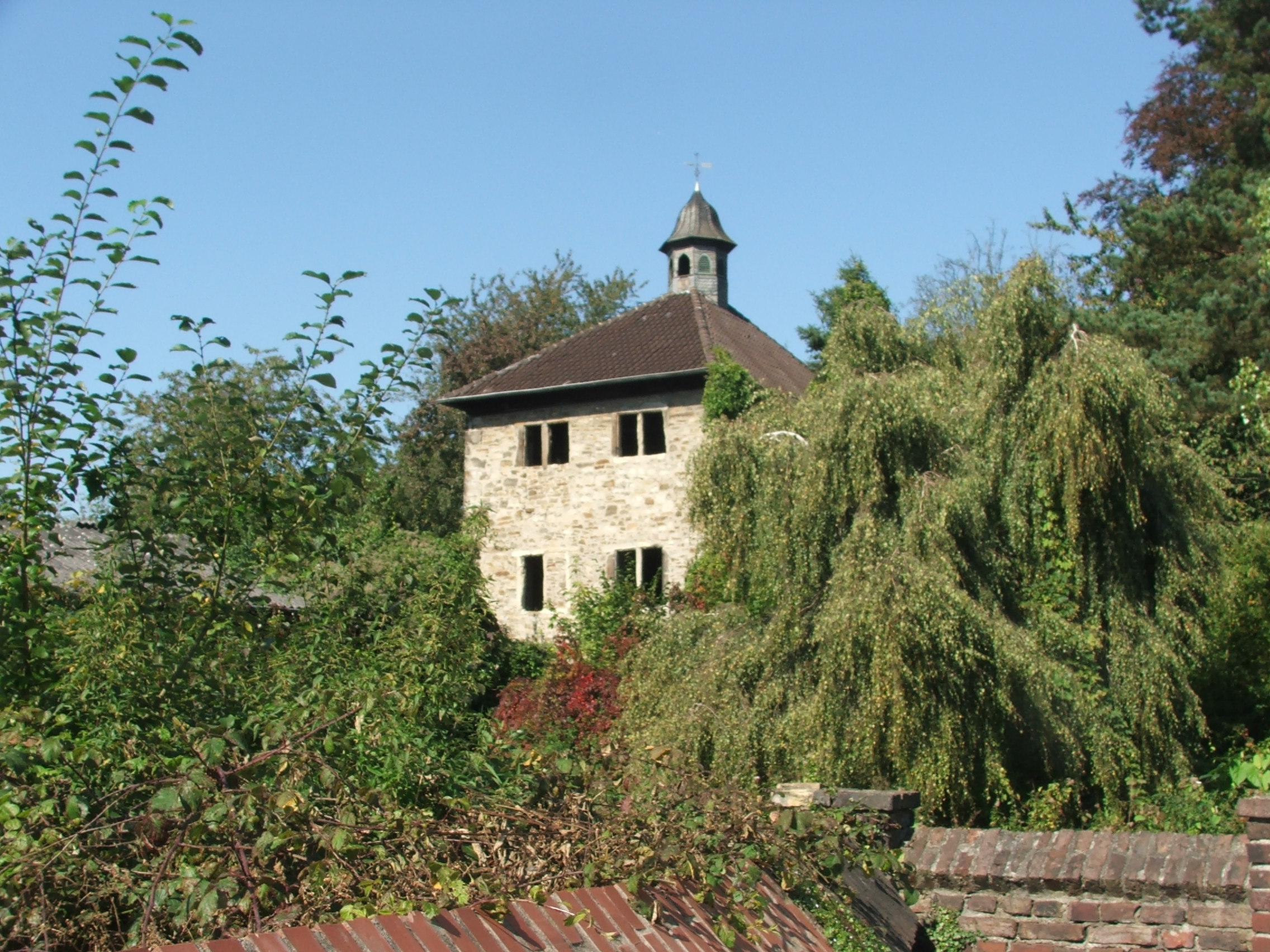
Wehrturm

Das Haus Schoppe ist ein zweigeschössiges Fachwerkhaus in Langschede, Fröndenberg; 1995 wurde es unter Denkmalschutz gestellt, der Turm auf dem Grundstück bereits 1987.  
Auf einem Kaminsturz ist inschriftlich das Jahr 1709 vermerkt. Ein weiterer Ausbau datiert auf das Jahr 1771. Im Haus sind nur noch wenige Rokokoelemente vorhanden; unter anderem stammen ein Fenster und eine reich verzierte Tür aus dieser Epoche. Das Haus an der wichtigsten Kreuzung im Ort in unmittelbarer Nähe einer Ruhrbrücke steht zurzeit leer, einige Fenster sind zerbrochen.
Das Haus war im Besitz der Familie Marck, die seit dem 13. Jahrhundert auf einem zum Haus Altendorf gehörigen mansus in Langinscede ansässig war. Seit ungefähr 1486 waren die Marcks Pachtnehmer des Geländes; etwa 1717 erwarben sie es als Eigentum. Nach dem Großbrand in Langschede von 1709 baute die Familie Marck das stark vergrößerte Haus wieder auf. Der letzte Eigentümer aus dieser Familie war Carl Marck, der im Juni 1799 kinderlos starb.
Caspar Heinrich Schoppe (1782–1859), bis dahin Betreiber der Langscheder Mühle, erwarb das Haus im Jahr 1825. Im Eigentum seiner Familie blieb der Besitz bis in die 1990er Jahre. Die im Alter von 90 Jahren verstorbene Mutter Schoppe verhinderte die Heirat ihrer drei Kinder, die darum kinderlos blieben. 1993/94 verkaufte die letzte Frau Schoppe das Haus an Günter Koch aus Sümmern; sie starb im Jahr 2000. Seit dem Verkauf liegt das Gut Schoppe brach und ist dem Verfall preisgegeben; 2015 währte der Leerstand schon über 20 Jahre.
Auf dem Grundstück hinter dem Haus steht am Hang ein dreigeschossiger, aus Bruchstein gemauerter Wehrturm mit quadratischem Grundriss aus dem 16. Jahrhundert. Er wird als „Zollturm“ bezeichnet. In den Ursprüngen wurde er von den Grafen von der Mark vor 1397 zur Sicherung des Ruhrübergangs errichtet. Auf der Dachspitze befindet sich ein Uhrentürmchen mit Barockhaube.